# Reask

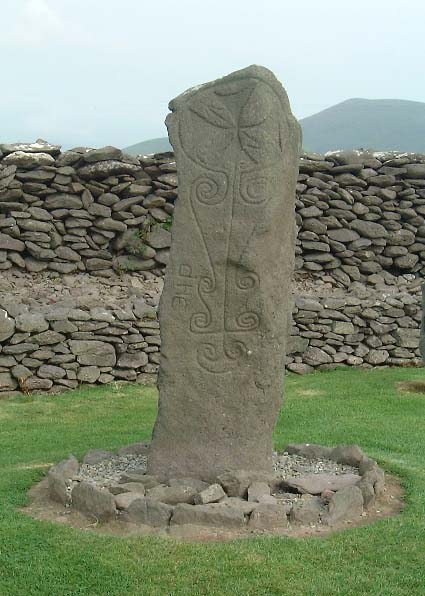
Ogham em pé de pedra em Reask

Reask (em irlandês:  Riasc) é um sítio monástico antigo em ruínas localizado a 1 km a leste de Baile an Fheirtéaraigh, County Kerry, Irlanda. Apesar de nada restar dos prédios, a não ser muros baixos e uma pedra em pé de laje cruzada que fica no meio do complexo, este local oferece uma boa ideia do layout de um pequeno mosteiro do período medieval.
As escavações de Tom Fanning na década de 1970 revelaram as ruínas de um oratório, vários clocháns (cabanas de pedra), alguns juntos, um cemitério e cerca de dez lajes de pedra decorada, das quais uma é um exemplo particularmente bom. Este pilar mede 1,64 metros de altura e tem 0,6 metros de largura por 0,26 metros de espessura e é decorado com uma cruz grega cercada da qual são desenhos em espiral pendentes que terminam em uma pelta. A pedra foi decorada no início dos tempos cristãos (século VII). As letras 'DNE' - D (omi) ne - Senhor, estão colocadas de lado na cruz. Uma segunda pedra é decorada com uma grande cruz latina acoplada a terminais bifurcados e duas cruzetas nos ângulos superiores. Depois que o oratório foi abandonado, o local foi usado como um ceallurach (cemitério infantil) e outros enterros foram feitos em arranjos em forma de caixa de pedras, algumas cobertas com pedras de quartzo e à beira-mar. O recinto monástico em torno desses recursos antecede os dois grupos de clochans duplos. Um dos pilares menores tem um pássaro estilizado. Outro tem a inscrição DNO de um lado e DNI do outro. Alguns dos artefatos encontrados nas escavações em Reask, incluindo algumas das pedras com inscrições cruzadas, estão em exibição em Músaem Chorca Dhuibhne, que fica na vila vizinha de Baile, em Fheirtéaraigh.
O site é um Monumento Nacional em atendimento estadual. 

Reask Monastic Site panorama